# Rachid Ziar
Rachid Ziar (in arabo رشيد زيار‎?; 15 novembre 1973) è un ex maratoneta algerino.
Ha stabilito il primato nazionale nella mezza maratona il 4 settembre 1999 a 1h01'30".

## Progressione

### Mezza maratona
| Stagione | Tempo    | Luogo    | Data      | Rank. Mond. |
| -------- | -------- | -------- | --------- | ----------- |
| 2003     | 1h03'26" | Chassieu | 18-5-2003 |             |
| 2002     | 1h02'01" | Parigi   | 10-3-2002 |             |
| 2001     | 1h02'22" | Lilla    | 1-9-2001  |             |
| 1999     | 1h01'30" | Lilla    | 4-9-1999  |             |

### Maratona
| Stagione | Tempo    | Luogo  | Data      | Rank. Mond. |
| -------- | -------- | ------ | --------- | ----------- |
| 2003     | 2h11'58" | Parigi | 30-8-2003 |             |
| 2002     | 2h09'54" | Parigi | 7-4-2002  |             |
| 2001     | 2h11'50" | Lione  | 23-9-2001 |             |

## Palmarès
| Anno | Manifestazione             | Sede        | Evento         | Risultato | Prestazione | Note |
| ---- | -------------------------- | ----------- | -------------- | --------- | ----------- | ---- |
| 1999 | Mondiali di mezza maratona | Palermo     | Mezza maratona | 24º       | 1h03'32"    |      |
| 2001 | Mondiali di mezza maratona | Bristol     | Mezza maratona | 19º       | 1h02'32"    |      |
| 2003 | Mondiali                   | Saint-Denis | Maratona       | 18º       | 2h11'58"    |      |
| 2004 | Giochi olimpici            | Atene       | Maratona       | dnf       | dnf         |      |

## Altre competizioni internazionali
1997
- 11º alla Nice Half Marathon ( Nizza) - 1h04'00"

1999
- 5º alla Lille Half Marathon ( Lilla) - 1h01'30"
- Bronzo alla Mezza maratona di Saint-Denis ( Saint-Denis) - 1h02'30"
- 9º alla Puy-en-Velay 15 km ( Le Puy-en-Velay) - 44'58"
- Oro al Tour de Saint Just-Saint Rambert ( Saint-Just-Saint-Rambert) - 28'30"

2000
- 18º alla Mezza maratona di Parigi ( Parigi) - 1h04'10"
- Oro alla Mezza maratona di Cannes ( Cannes) - 1h03'09"
- 7º all'Humarathon ( Vitry-sur-Seine) - 1h03'49"
- Oro alla Mezza maratona di Beune ( Beune) - 1h04'32"
- 8º alla Puy-en-Velay 15 km ( Le Puy-en-Velay) - 46'13"
- 9º al Cross Ouest-France ( Le Mans) - 31'44"

2001
- Oro alla Maratona di Lione ( Lione) - 2h11'50"
- Bronzo alla Lille Half Marathon ( Lilla) - 1h02'22"
- Oro alla Mezza maratona di Longeville sur Mer ( Longeville-sur-Mer) - 1h02'47"
- Oro alla Mezza maratona di Bourg en Bresse ( Bourg-en-Bresse) - 1h04'22"

2002
- 5º alla Maratona di Parigi ( Parigi) - 2h09'54"
- 5º alla Mezza maratona di Parigi ( Parigi) - 1h02'01"
- Oro al Joggging des Notaires ( Parigi) - 28'41"

2003
- 11º alla Maratona di Parigi ( Parigi) - 2h12'33"
- 8º alla Mezza maratona di Lisbona ( Lisbona) - 1h01'35"
- Oro alla Mezza maratona di Chassieu ( Chassieu) - 1h03'26"

2005
- Bronzo alla Mezza maratona di Lione ( Lione) - 1h05'56"
- 5º alla Mezza maratona di Laudun ( Laudun-l'Ardoise) - 1h09'50"

2006
- Argento alla Mezza maratona di Bolbec ( Bolbec) - 1h05'21"
- 4º alla Mezza maratona di Beaufort en Vallee ( Beaufort-en-Vallée) - 1h07'22"
- 8º alla Mezza maratona di Le Mans ( Le Mans) - 1h07'26"

2007
- Oro alla Mezza maratona di Ville d'Orvault ( Ville d'Orvault) - 1h06'44"
- Bronzo alla Mezza maratona di Chartres ( Chartres) - 1h06'58"